# Allein Gott in der Höh sei Ehr

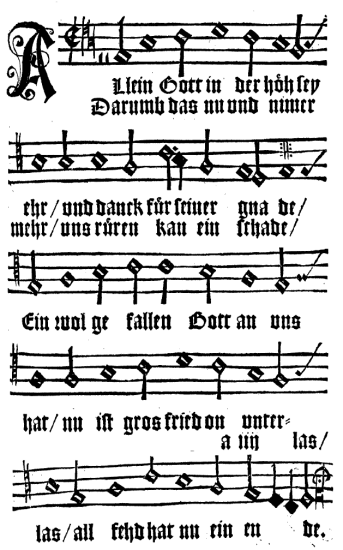
Allein Gott in der höh sey ehr bei Johann Spangenberg, Kirchengesenge Deudtsch, Magdeburg 1545

Allein Gott in der Höh sei Ehr ist ein lutherisches Kirchenlied, das heute in den meisten deutschsprachigen Gesangbüchern enthalten ist. Text und Melodie wurden von Nikolaus Decius 1523 als Gloria für die reformatorische deutsche Messe geschaffen. Eine vierte Strophe fügte Joachim Slüter 1525 hinzu.

## Entstehung
Die Autorschaft Decius’ ist spärlich belegt. Noch bis ins 18. Jahrhundert ist Allein Gott in der Höh nur anonym abgedruckt. Philipp Julius Rehtmeyer teilt in seiner Braunschweigischen Kirchen-Historie einen lateinischen Bericht aus dem Jahr 1600 mit, in dem Bekannte von Decius ihn als Text- und Melodieverfasser von Allein Gott in der Höh sei Ehr und O Lamm Gottes, unschuldig bezeugen. Decius’ Liedschaffen wird biografisch auf 1522/23 in Braunschweig angesetzt, also in die Frühphase der Reformation, noch vor Luthers ersten Liedern.
Das Lied ist in niederdeutscher Sprache gedichtet und erstmals gedruckt; erst danach wurde es ins Hochdeutsche übersetzt, was stellenweise an der Silben- und Reimstruktur ablesbar ist.

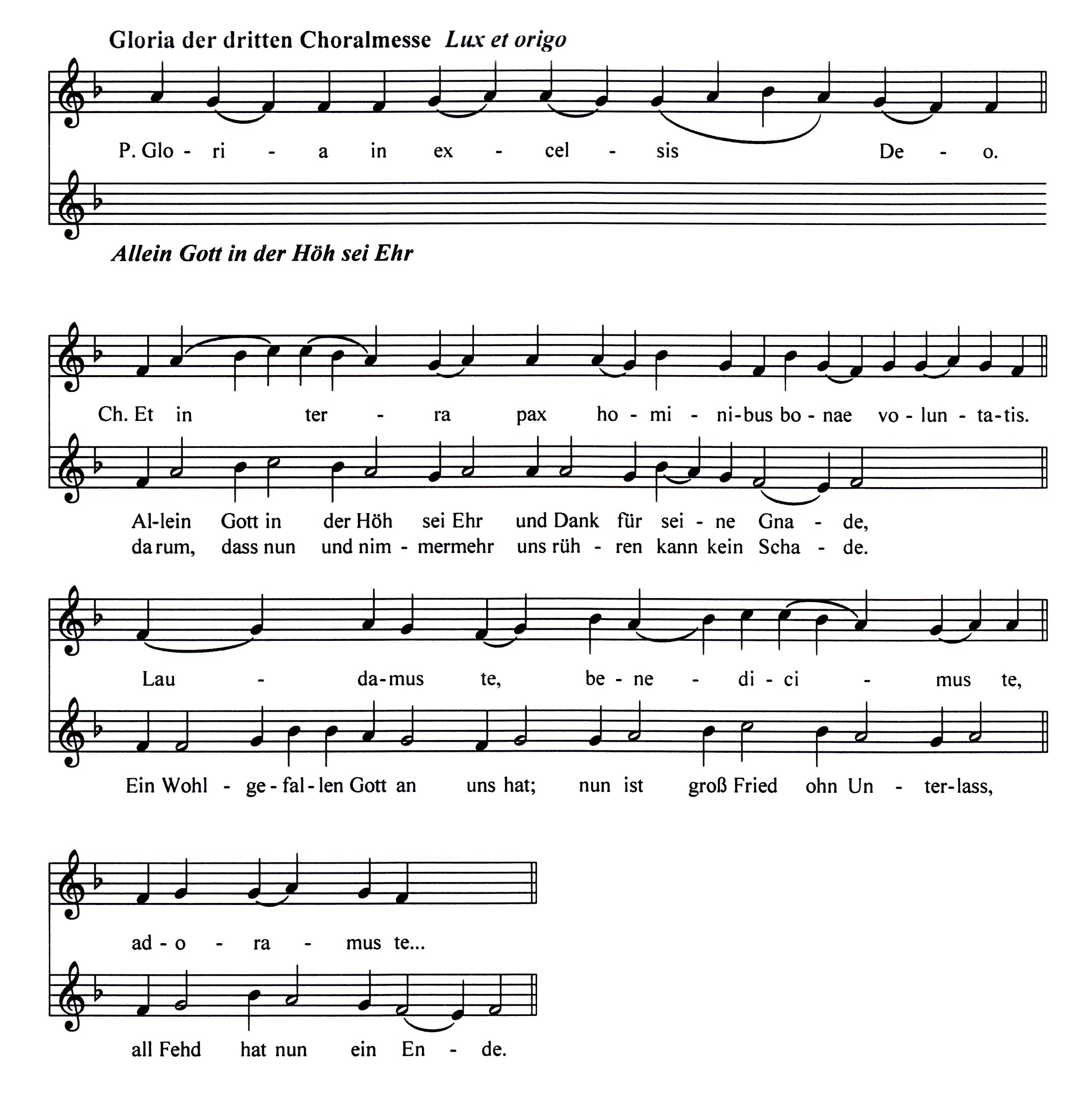
Synopse der Choralmesse Lux et origo mit Allein Gott in der Höh sei Ehr

Decius paraphrasierte in drei Strophen den lateinischen Gloria-Text. Dabei lag ihm bereits Martin Luthers „Septembertestament“ vor; das belegt seine Formulierung „ein Wohlgefallen Gott an uns hat“ (vgl. Lk 2,14 ) für das lateinische „hominibus bonae voluntatis“, das gewöhnlich mit „den Menschen guten Willens“ übersetzt wird.
Decius schloss mit der Bitte „Erbarm dich unser. Amen“. Die Slütersche vierte Strophe entstand in der Absicht, die trinitarische Struktur der Vorlage zu vervollständigen. An die Stelle der originalen Doxologie setzte er ein Bittgebet an den Heiligen Geist mit Passionsgedächtnis.
Das Strophenschema ist das der sogenannten Lutherstrophe.
Die Melodie ist eine rhythmisierte Adaption des Gloria der österlichen Choralmesse Lux et origo (GL 114).

## Rezeption
Obwohl das Lied in Luthers gedruckten Liedersammlungen fehlt – vielleicht wegen Decius’ späterer Neigung zum Zwinglianismus –, erlangte es als Gloriagesang in den Gottesdienstordnungen der entstehenden lutherischen Landeskirchen überaus zentrale Stellung und behielt sie bis heute. In der deutschen lutherischen Kirchenmusik bis zum Ende des 18. Jahrhunderts, insbesondere im Werk Johann Sebastian Bachs, gehört Allein Gott in der Höh sei Ehr zu den meistbearbeiteten Melodien. Neben der breiten lutherischen Rezeption wird das Lied seit Mitte des 19. Jahrhunderts auch in katholischen Liedersammlungen abgedruckt. Es ist heute eines der meist- und gerngesungenen Gloria-Lieder des katholischen Gotteslobs (Nr. 170) als auch des Evangelischen Gesangbuchs (Nr. 179).

## Übersetzungen
Allein Gott in der Höh sei Ehr wurde von Arvid Pedersen in das Dänische übersetzt mit Allene Gud i det høje være ære... im dänischen Gesangbuch, Rostock 1529, und zwar nach der niederdeutschen Fassung von Nikolaus Decius, 1525, Aleyne Godt yn der hoege sy ere..., wieder abgedruckt im dänischen Gesangbuch von Ludwig Dietz, 1536, und wieder bei Hans Tausen, En Ny Psalmebog (Ein neues Gesangbuch), 1553. Später kam es dann in anderen Fassungen in die neueren dänischen Gesangbücher.

## Text
| Heute gebräuchlicher Liedtext | Das lutherische Gloria |
| Allein Gott in der Höh sei Ehr und Dank für seine Gnade, darum dass nun und nimmermehr uns rühren kann kein Schade. Ein Wohlgefalln Gott an uns hat; nun ist groß Fried ohn Unterlass, all Fehd hat nun ein Ende.       | Ehre sei Gott in der Höhe und auf Erden Fried, den Menschen ein Wohlgefallen. |
| Wir loben, preisn, anbeten dich; für deine Ehr wir danken, dass du, Gott Vater, ewiglich regierst ohn alles Wanken. Ganz ungemessn ist deine Macht, allzeit geschieht, was du bedacht. Wohl uns solch eines Herren!     | Wir loben dich, wir beten dich an, wir preisen dich, wir sagen dir Dank um deiner großen Ehre willen, Herr Gott, himmlischer König, Gott, allmächtiger Vater. |
| O Jesu Christ, Sohn eingeborn des allerhöchsten Vaters, Versöhner derer, die verlorn, du Stiller unsres Haders, Lamm Gottes, heilger Herr und Gott: nimm an die Bitt aus unsrer Not, erbarm dich unser aller.           | Herr, eingeborner Sohn, Jesu Christe, du Allerhöchster. Herr Gott, Lamm Gottes, ein Sohn des Vaters, der du hinnimmst die Sünd der Welt: erbarm dich unser, der du hinnimmst die Sünd der Welt: nimm an unser Gebet, der du sitzest zur Rechten des Vaters: erbarm dich unser. |
| O Heilger Geist, du höchstes Gut, du allerheilsamst’ Tröster: vor Teufels G’walt fortan behüt, die Jesus Christ erlöset durch große Mart’r und bittern Tod; abwend all unsern Jamm’r und Not! Darauf wir uns verlassen. | Denn du bist allein heilig, du bist allein der Herr, du bist allein der Höchst, Jesu Christe, mit dem Heilgen Geist in der Herrlichkeit Gott des Vaters. Amen. |